# سیارک ۲۷۳۹۶
سیارک ۲۷۳۹۶ (به انگلیسی: 27396 Shuji، نامگذاری:2000EE101) بیست و هفت هزار و سیصد و نود و ششمین سیارک کشف شده‌است که در ۱۳ مارس ۲۰۰۰ کشف شد.